# Kalliapseudes primitivus
Kalliapseudes primitivus är en kräftdjursart som beskrevs av Hugo Frederik Nierstrasz 1913. Kalliapseudes primitivus ingår i släktet Kalliapseudes och familjen Kalliapseudidae. Inga underarter finns listade i Catalogue of Life.